# Mitchel Musso
Mitchel Tate Musso (* 9. Juli 1991 in Garland, Texas) ist ein US-amerikanischer Schauspieler, Synchronsprecher und Sänger Italienischer Abstammung.

## Karriere
Er wurde bekannt durch seine Rolle des Oliver Oscar Oken in der Fernsehserie Hannah Montana. 2007 erhielt er eine Nominierung für den Saturn Award in der Kategorie Bester Nachwuchsschauspieler für seine Stimme in Monster House. Weiters spielte er auch die Rolle des Raymond Figg in Gut gebellt ist halb gewonnen. Neben Chuck Norris und Selena Gomez war er 2005 in Walker, Texas Ranger: Feuertaufe zu sehen. In Hannah Montana – Der Film verkörperte er 2009 lediglich eine kurze Nebenrolle.
Seine Brüder Mason und Marc sind beide Musiker und arbeiteten auch bereits als Schauspieler. Mason Musso war Mitglied der Band Metro Station, in der auch Miley Cyrus’ Halbbruder Trace Cyrus mitspielte. Miley Cyrus und Emily Osment waren Mussos Drehpartnerinnen bei Hannah Montana und sind bis heute gut mit ihm befreundet. Mitchels deutsche Synchronstimme ist die von Johannes Wolko.
Sein Debütalbum Mitchel Musso, welches er 2009 veröffentlichte, stieg auf Platz 19 in den Billboard 200 ein. 2010 folgte als zweite Veröffentlichung die EP Brainstorm.
Seit 2010 ist Musso in Pair of Kings – Die Königsbrüder an der Seite von Doc Shaw zu sehen. Dezember 2011 gab Mitchel bekannt, dass er in der 3. Staffel von Pair of Kings nicht mehr dabei sein wird und sich von nun an erwachseneren Rollen zuwendet.
Am 17. Oktober 2011 wurde Mitchel wegen Fahren unter Einfluss psychoaktiver Substanzen festgenommen. Es drohten ihm wegen Trunkenheit am Steuer und Alkoholkonsum unter 21 Jahren bis zu 6 Monate Haft. Im Februar 2012 wurde er zu 36 Monaten auf Bewährung und zur Zahlung einer Geldstrafe verurteilt.
Nach seiner Twitter-Seite arbeitet Musso bereits an einem dritten Album und veröffentlicht gelegentlich von ihm selbst aufgenommene Songs auf seinem YouTube-Kanal „mussolive“.

## Filmografie
- 2002: The Keyman
- 2002: Am I Cursed? (Kurzfilm)

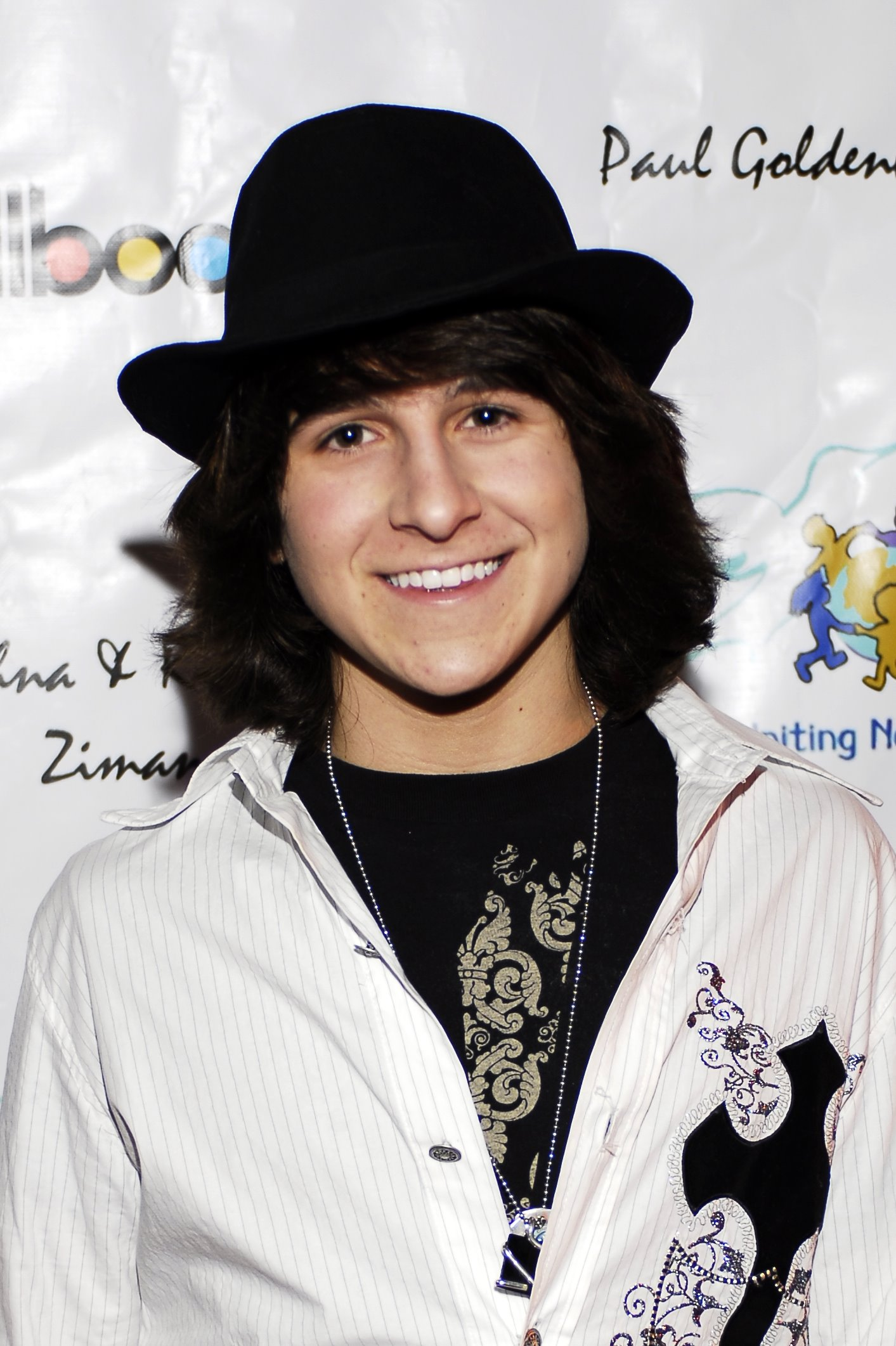
Mitchel Musso (2007)

- 2003: Löwen aus zweiter Hand (Secondhand Lions)
- 2004: Oliver Beene (Fernsehserie, 1 Folge)
- 2005: Hidden Howie
- 2005: Stacked (Fernsehserie, 2 Folgen)
- 2005: Gut gebellt ist halb gewonnen (Life Is Ruff, Fernsehfilm)
- 2005: Walker, Texas Ranger: Feuertaufe (Walker, Texas Ranger: Trial by Fire, Fernsehfilm)
- 2006–2010: Hannah Montana (Fernsehserie, 90 Folgen)
- 2006: King of the Hill (Fernsehserie, 2 Folgen)
- 2006: Avatar – Der Herr der Elemente (Avatar: The Last Airbender, Fernsehserie, 1 Folge, Stimme)
- 2006: Monster House (Videospiel, Stimme)
- 2007–2015: Phineas und Ferb (Zeichentrickserie, 89 Folgen, Stimme)
- 2007: Shorty McShorts’ Shorts (Fernsehserie, 1 Folge)
- 2009: Hannah Montana – Der Film (Hannah Montana: The Movie)
- 2009: KikeriPete (Hatching Pete, Fernsehfilm)
- 2010–2012: Pair of Kings – Die Königsbrüder (Pair of Kings; Fernsehserie, 47 Folgen)
- 2010: Santa Pfotes großes Weihnachtsabenteuer (The Search for Santa Paws, Stimme)
- 2011: So ein Zufall! (So Random!; Fernsehserie, 1 Folge)
- 2011: Phineas und Ferb: Quer durch die 2. Dimension (Phineas und Ferb The Movie: Across the 2nd Dimension, Stimme)
- 2011: PrankStars (Fernsehserie, Moderation)
- 2013: She will Be Free (Kurzfilm)
- 2014: Sins of Our Youth
- 2015: Killer Beach (The Sand)
- 2016: CHARACTERz
- 2016–2018: Schlimmer geht’s immer mit Milo Murphy (Milo Murphy’s Law, Zeichentrickserie, 3 Folgen, Stimme)
- 2018: Bachelor Lions
- 2020: Phineas und Ferb: Candace gegen das Universum (Phineas and Ferb: Candace Against the Universe, Stimme)

## Diskografie

### Alben
- 2009: Mitchel Musso
- 2010: Brainstorm (EP)

### Singles
- 2008: I’m so me (mit VA Streetz)
- 2008: Lean On Me
- 2008: If I Didn’t Have You (im Duett mit Emily Osment)
- 2008: The In-Crowd
- 2009: Let It Go (mit Tiffany Thornton)
- 2009: Welcome to Hollywood
- 2009: Hey
- 2009: Shout It (mit Mason Musso)
- 2010: Get Away
- 2010: Got Your Heart
- 2010: Celebrate
- 2010: You Got Me Hooked
- 2010: Just Go
- 2010: Empty
- 2010: Let´s make this last forever
- 2010: Come Back My Love
- 2010: Top of the world (im Duett mit doc Shaw)
- 2011: Open The Door
- 2012: I Love K.C
- 2012: Replaceable
- 2012: Take Me Down
- 2012: Dance Floor